# アナ・デ・アウストリア
アナ・デ・アウストリア（Ana de Austria, 1549年11月1日 - 1580年10月26日）は、スペイン王フェリペ2世の王妃。ドイツ語名アンナ・フォン・エスターライヒ（Anna von Österreich）。

## 生涯
父は神聖ローマ皇帝マクシミリアン2世、母は皇后マリア（フェリペ2世の妹）。バリャドリッドで生まれ、4歳からウィーンで育った。
3度目の王妃エリザベート・ド・ヴァロワを亡くしたフェリペがアナを王妃に望んだが、フェリペとアナが実の伯父・姪の間柄であるため、ローマ教皇ピウス5世が反対した。
結局、教皇が認可したため、2人は1570年5月プラハで結婚した。2人の間には5子が生まれた。
- フェルナンド（1571年 - 1578年）
- カルロス・ロレンソ（1573年 - 1575年）
- ディエゴ・フェリックス（1575年 - 1582年）
- フェリペ3世（1578年 - 1621年） - スペイン・ナポリ・シチリア・ポルトガル王
- マリア（1580年 - 1583年）

1580年、フェリペはポルトガルを併合したため、アナはポルトガル王妃になった。しかし同年、アナは接触性の伝染病にかかり、バダホスで急逝した。